# Sondre Rossbach

Sondre Løvseth Rossbach (7 de febrero de 1996) es unfutbolista noruego. Juega de guardameta y su equipo es el Stabæk IF de la Primera División de Noruega.
Es hijo del exfutbolista internacional noruego Einar Rossbach.

## Trayectoria
Comenzó su carrera en el Brevik. En 2012 fichó por el Odds Ballklubb, e hizo su debut en la Tippeligaen en septiembre de 2013 en la victoria por 5–1 contra el Aalesunds FK.
Luego de la venta de André Hansen a Rosenborg BK en 2015, fue nombrado para ser el portero titular con tan solo 19 años.